# Шенбруннський договір
Шенбруннський союзний договір 1805 — договір про наступально-оборонний союз між Пруссією і Францією, підписаний 15 грудня 1805 в палаці Шенбрунн, де на той момент знаходилася ставка Наполеона I.
Укладено в умовах швидко мінливої наприкінці 1805 військово-політичної обстановки в Європі. З боку Франції його підписав генерал Мішель Дюрок, з боку Пруссії — міністр Крістіан фон Хаугвіц, який з'явився в Шенбрунн для вручення Наполеону прусського ультиматуму відповідно до Потсдамської союзної конвенції 1805. Дізнавшись про перемогу французьких військ під Аустерліцем, Хаугвіц змінив тактику і пішов на укладання договору.
За договором Пруссія відмовлялася від частини своїх володінь — Клевського герцогства, Невшательського князівства і Ансбаського маркграфства, які передавалися союзниці Франції — Баварії. Натомість вона отримувала відібраний Францією в 1803 в Англії Ганновер, що мало за розрахунком Наполеона посварити Пруссію та Англію.
Основні умови Шенбруннського договору, який не був ратифікований прусським королем Фрідріхом Вільгельмом III, увійшли, будучи дещо обтяженими для Пруссії, до Паризького договору між Францією і Пруссією, який замінив його, підписаний 15 лютого 1806. Після закриття Пруссією відповідно до цього договору своїх портів, через які з нею вела торгівлю Англія, остання розпочала у квітні 1806 проти Пруссії війну на море.

## Публікація
- Recueil des traites de la france, t.2, Paris 1880.